# Castello Bissari Sforza Colleoni
Il castello Bissari Sforza Colleoni, detto anche villa De Buzzacarini, è una fortificazione medioevale presente nel comune di Costabissara in provincia di Vicenza.
Già dei conti Della Costa, fu dei conti Bissari fino al loro ultimo erede, Girolamo Enrico Sforza, per passare poi al conte Guardino Colleoni che lo ristrutturò ed ampliò donandogli la consistenza attuale. Successivamente fu del marchese De Buzzacarini e dal 1973 il castello è di proprietà della famiglia Putin.
Il castello faceva parte, insieme a quello di Donna Berta e di Pizamerlo, dei tre castelli presenti nel feudo di Costa Fabrica, molto prima che questa diventasse dei conti Bissari e prendesse il nome di Costabissara.

## Denominazioni
Il castello, per via dei numerosi proprietari ha cambiato più volte nome e tuttora è conosciuto con più denominazioni.
Nel Dalla-Cà viene nominato come "antico Castello dei Della Costa" e Villa De Buzzacarini: secondo l'autore, infatti, il primo è uno dei tre castelli citati dal Maccà, non più presente perché distrutto da Ezzelino e al quale ha preso posto la villa. Nel Mantese si ritrovano invece le denominazioni di "Villa De Buzzacarini" e "il Castello".
Il nome oggi ufficiale è "castello Bissari Sforza Colleoni", probabilmente in ricordo dei tre principali proprietari storici e maggiori contributori di ciò che la struttura è adesso, secondo le targhe appese fuori dalle due entrate.
Nonostante questo, la denominazione "villa De Buzzacarini" permane nell'uso comune, dal momento che la vendita è avvenuta solo nel 1973.

## Storia
(Iscrizione lapidaria del Conte Guardino Colleoni)

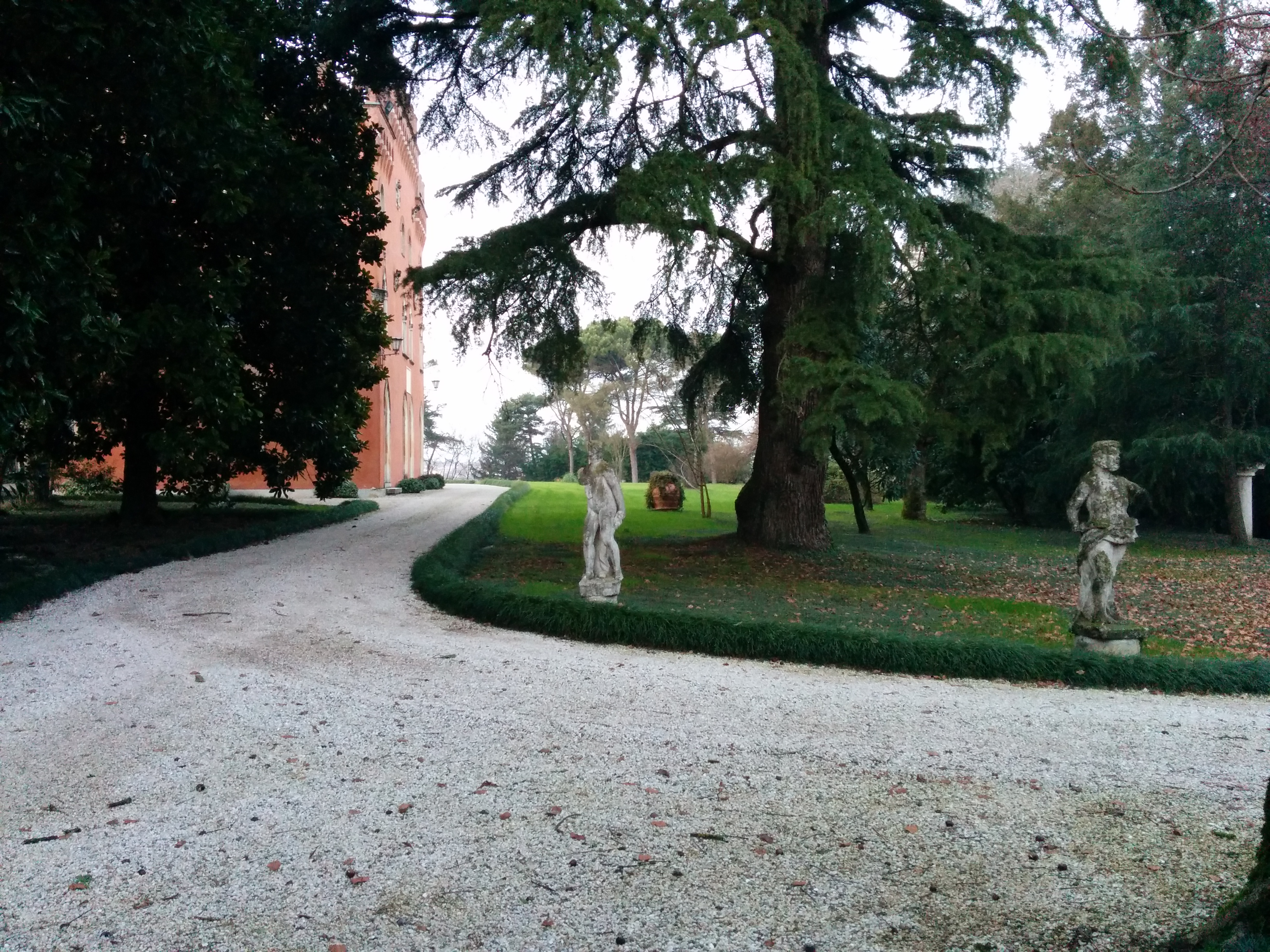
Parte dei giardini del castello visibili dal cancello superiore

Il castello sembra esistere dal X secolo e già nei secoli XI e XII era provvisto di una cinta muraria che si estendeva per tutto il contorno del declivio del colle.
La parte più antica, che corrisponde al blocco principale con quattro finestre gotiche originali, ha visto passare tutti i feudatari precedenti ai Bissari: i Maltraverso, i Della Costa, i Baretta e i Conti da Lozzo.
Il castello, quindi, era già esistente all'arrivo dei Bissari nel 1285, anno in cui il castello venne ricostruito dopo la distruzione portata da Ezzelino III nel 1241, inglobando e mantenendo le strutture residue. Questo è confermato dal notevole spessore dei muri portanti soprattutto nell'angolo a nord est dove si presume fosse presente una torre.
Non sono da dimenticare alcune aggiunte successive come quelle in epoca cinquecentesca con la costruzione di due finestre nel lato sud-ovest, la porta d'ingresso dal porticato e quella interna di fronte e in epoca settecentesca che portarono alla costruzione del balconcino sempre a sud-ovest.
Con la morte nel 1859 dell'ultimo erede Girolamo Enrico Sforza, il castello passò nelle mani del nobile Guardino Colleoni, che lo ristrutturò donandogli una forma medievale, un boschetto di pini, un vigneto, il frutteto e un'iscrizione lapidaria che ne riassume la storia.
Alla vendita del castello a Pia Zabeo, moglie del Nobile Marchese Aleduse De Buzzaccarini De Vetulis, nel 1894 seguì anche un abbellimento e un arricchimento da parte dei nuovi proprietari. Il castello diventa quindi una residenza signorile che venne comprata nel 1973 dalla famiglia Putin che lo restaurò nel 1979.

## Oratorio di Sant'Antonio
(Incisione sotto l'organo, nel lato meridionale)

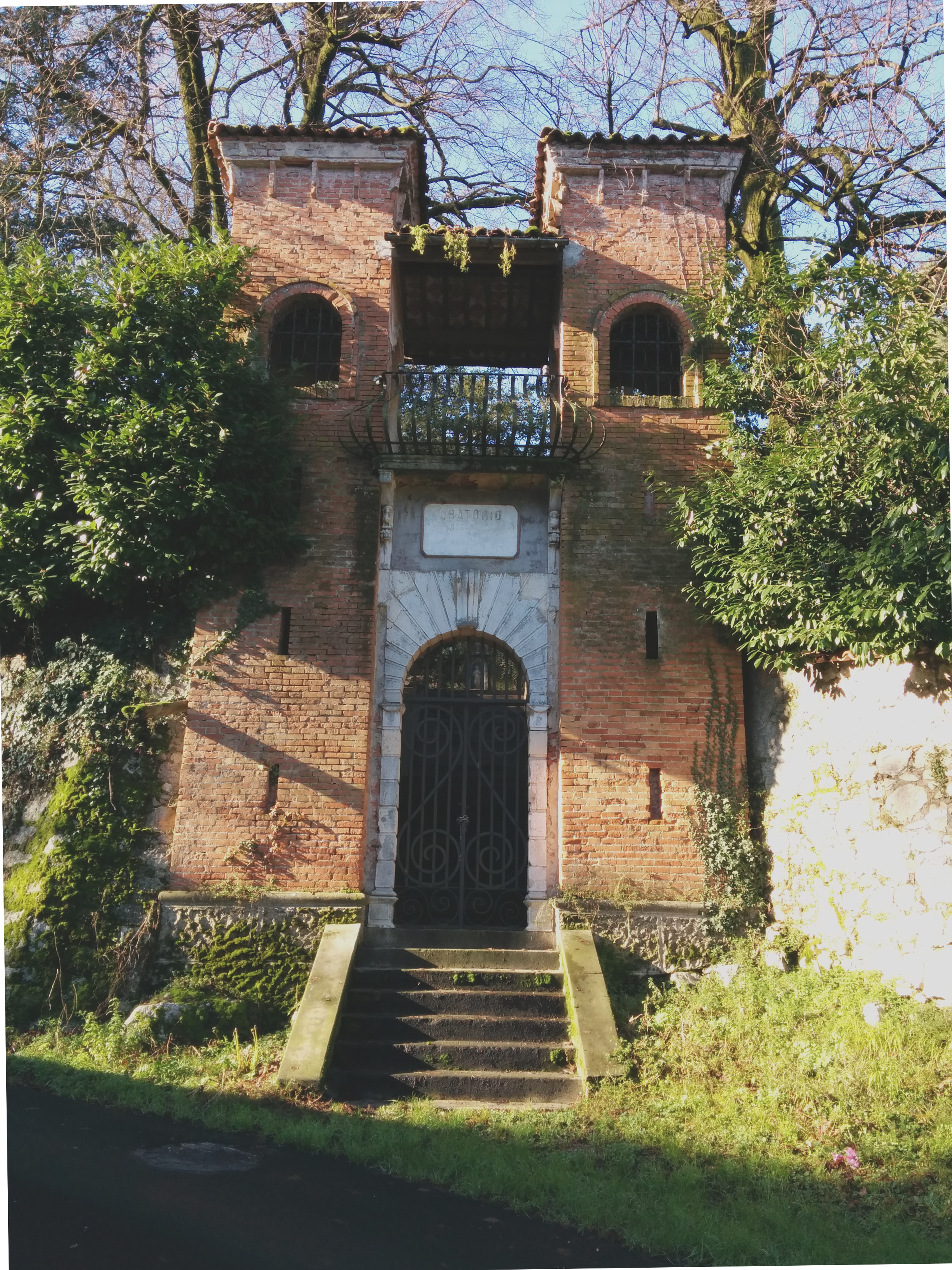
Cancello d'entrata dell'oratorio

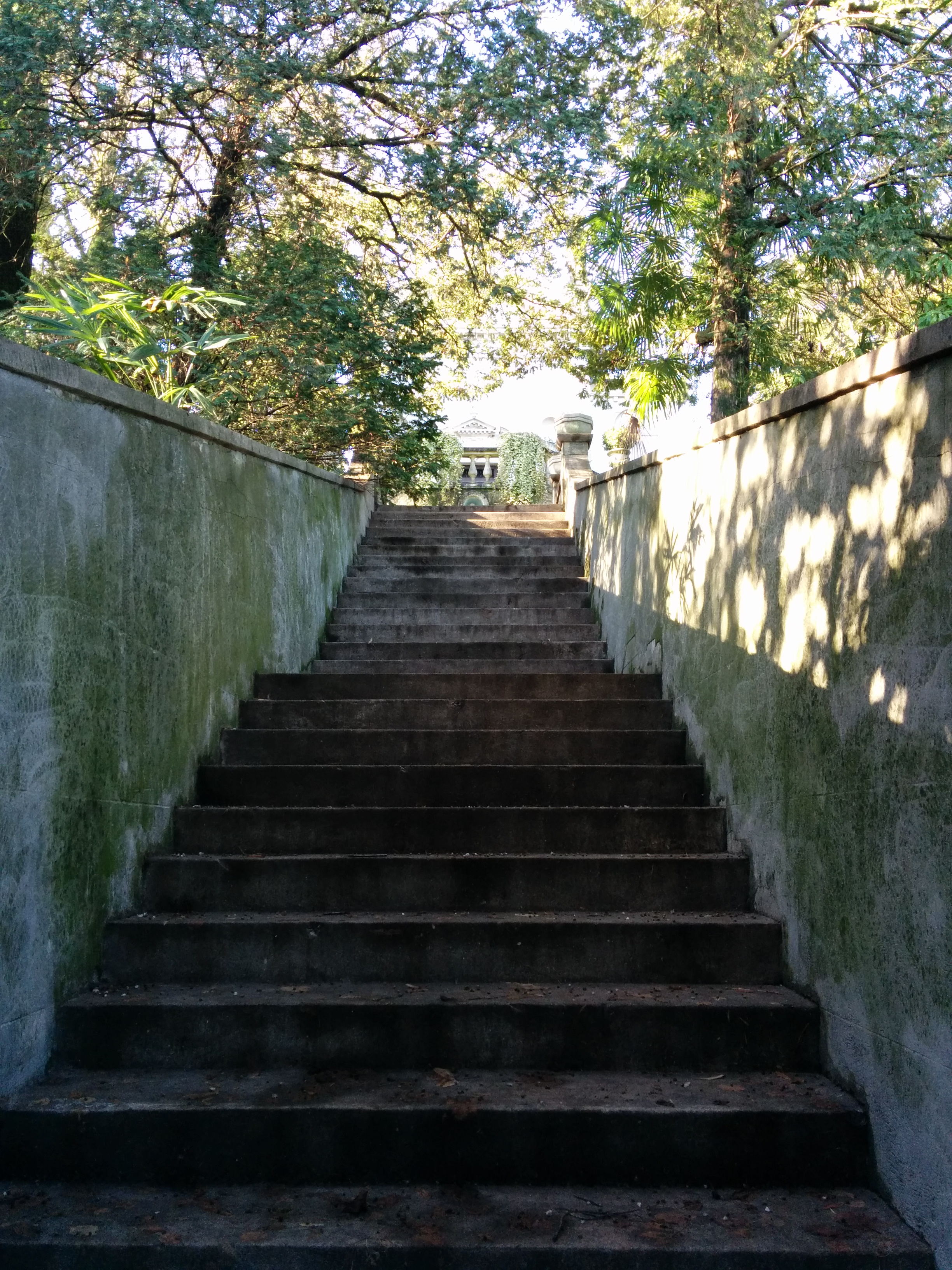
Gradinata d'accesso dell'oratorio

L'oratorio di Sant'Antonio è una piccola chiesetta presente all'interno del parco del castello restaurata a inizio Novecento dai nobili De Buzzacarini aggiungendo anche un campanile. In occasione di ciò è stata eseguita nuovamente la consacrazione in un rito compiuto dal vescovo di Vicenza Antonio Feruglio il 26 novembre 1900, come riporta l'iscrizione sull'altare.
Il cancello di ingresso si apre sulla strada e continua in una lunga gradinata fino alla chiesa. Su tale cancello sono presenti i due stemmi del marchese De Buzzacarini e della moglie Pia dei Conti Zabeo.
All'interno le pareti sono affrescate da opere di Gino Raselli di Asolo raffiguranti alcuni miracoli del patrono. È presente un altare in marmo di Carrara dietro il quale è posta una statua di Sant'Antonio nell'atto di rivolgere la parola ai fedeli.
Nel pavimento al centro della chiesa è presente la tomba di famiglia.